# Zahara de la Sierra

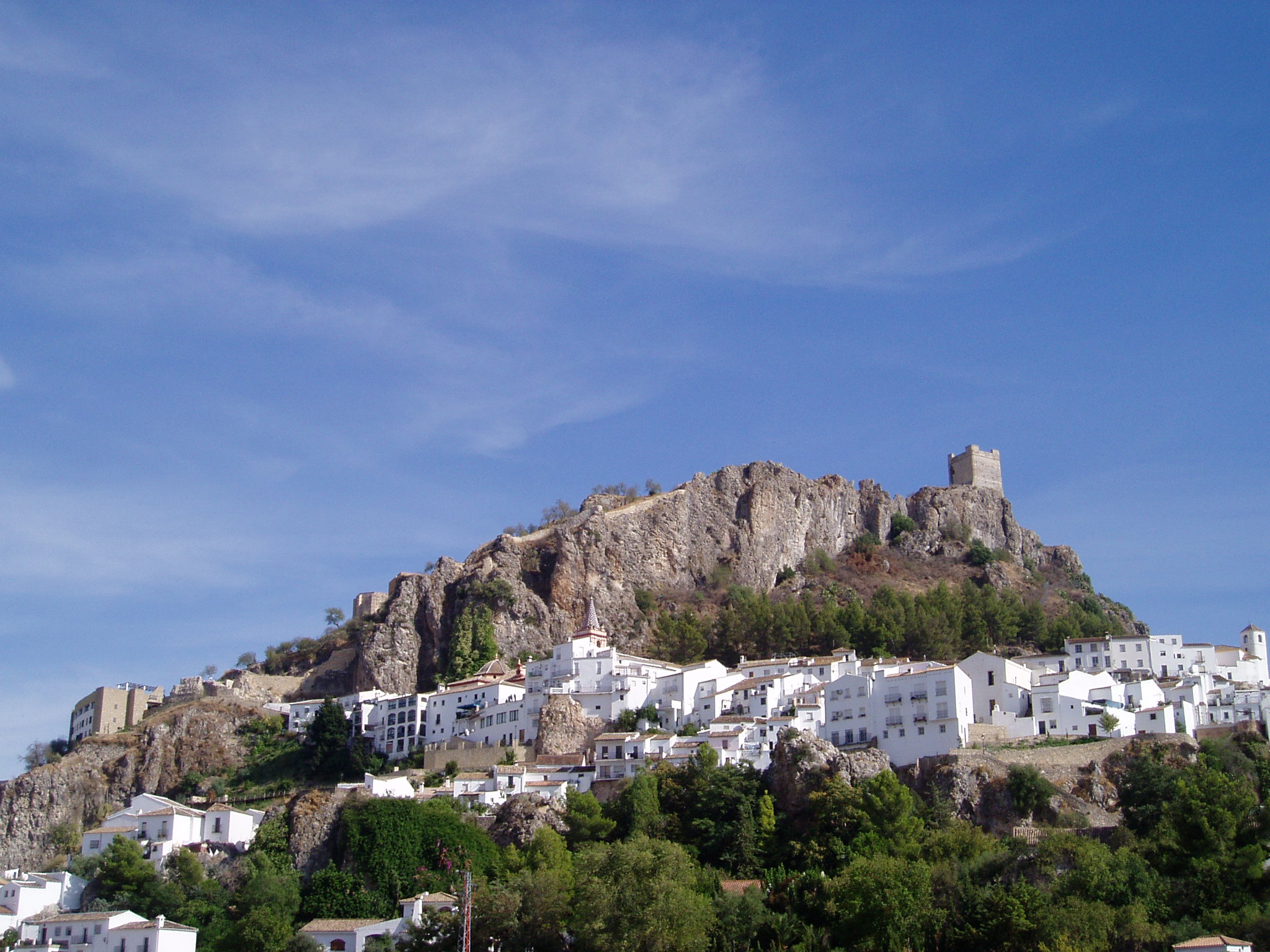
Zahara de la Sierra

Zahara de la Sierra là một đô thị trong tỉnh Cádiz, Tây Ban Nha. Dân số khoảng 1.500 người.

## Dân số
| 1999  | 2000  | 2001  | 2002  | 2003  | 2004  | 2005  |
| ----- | ----- | ----- | ----- | ----- | ----- | ----- |
| 1,560 | 1,560 | 1,555 | 1,526 | 1,506 | 1,543 | 1,556 |

Source: INE (Spain)
36°50′B 5°23′T / 36,833°B 5,383°T